# BR-153
Pour les articles homonymes, voir Route 153.

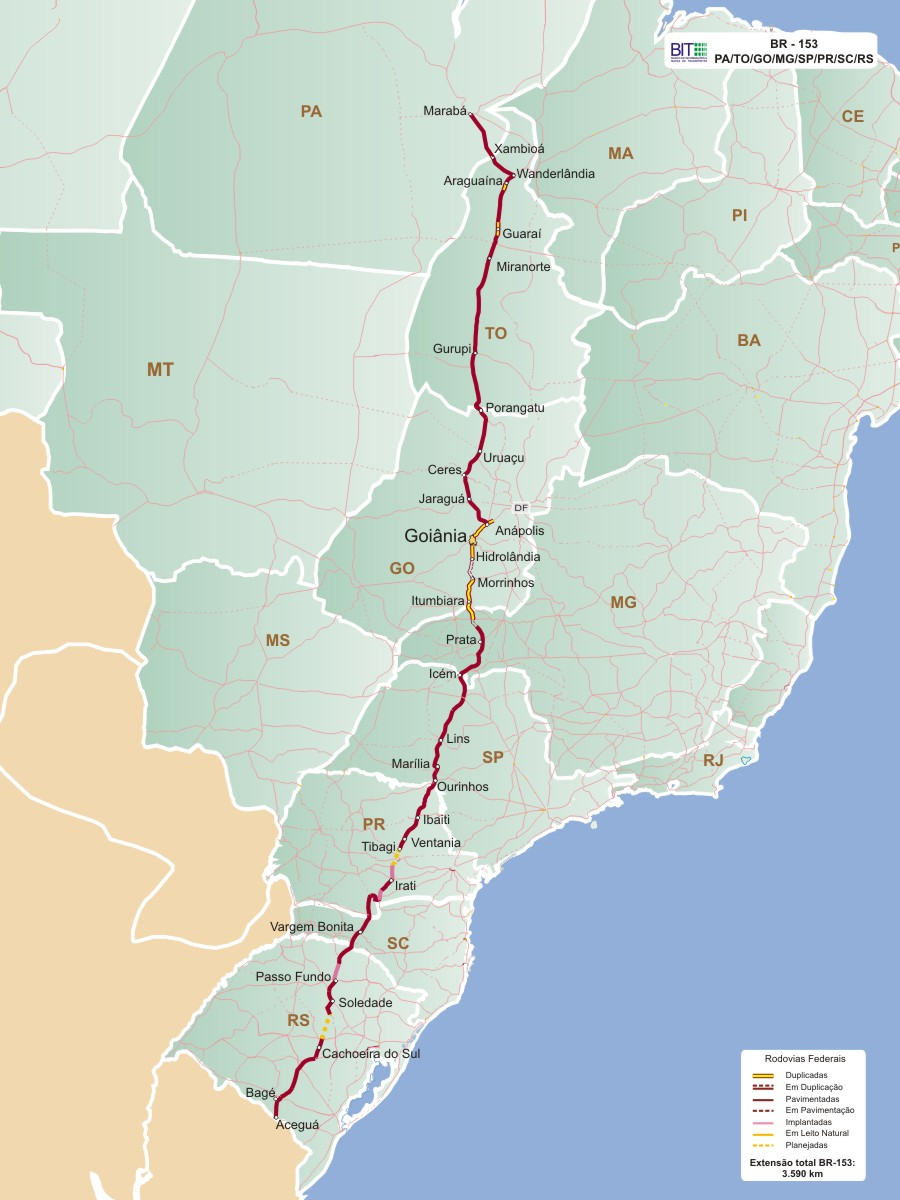
Tracé de la BR-153

La BR-153 ou Transbrésilienne est la quatrième plus grande route fédérale du Brésil. Son point de départ se situe à Marabá, dans l'État du Pará, et elle s'achève à Aceguá, dans l'État du Rio Grande do Sul. Elle traverse les États du Pará, du Tocantins, de Goiás, du Minas Gerais, de São Paulo, du Paraná, de Santa Catarina et du Rio Grande do Sul. 
Elle comporte des tronçons encore non construits entre São Geraldo do Araguaia (Pará) et Xambioá (Tocantins), sur environ 153 km, et entre Tibagi (Paraná) et Paulo Frontin (Paraná), sur environ 180 km.
Elle est longue de 3 402,8 km (y compris les tronçons non construits).
Elle dessert, entre autres villes :
- Araguaína (Tocantins)
- Colinas do Tocantins (Tocantins)
- Paraíso do Tocantins (Tocantins)
- Gurupi (Tocantins)
- Porangatu (Goiás)
- Uruaçu (Goiás)
- Ceres (Goiás)
- Jaraguá (Goiás)
- Anápolis (Goiás)
- Goiânia (Goiás)
- Hidrolândia (Goiás)
- Itumbiara (Goiás)
- Prata (Minas Gerais)
- Icém (São Paulo)
- São José do Rio Preto (São Paulo)
- Lins (São Paulo)
- Marília (São Paulo)
- Ourinhos (São Paulo)
- Ibaiti (Paraná)
- Ventania (Paraná)
- Tibagi (Paraná)
- Irati (Paraná)
- Jaborá (Santa Catarina)
- Concórdia (Santa Catarina)
- Passo Fundo (Rio Grande do Sul)
- Soledade (Rio Grande do Sul)
- Cachoeira do Sul (Rio Grande do Sul)
- Bagé (Rio Grande do Sul)

## Galerie

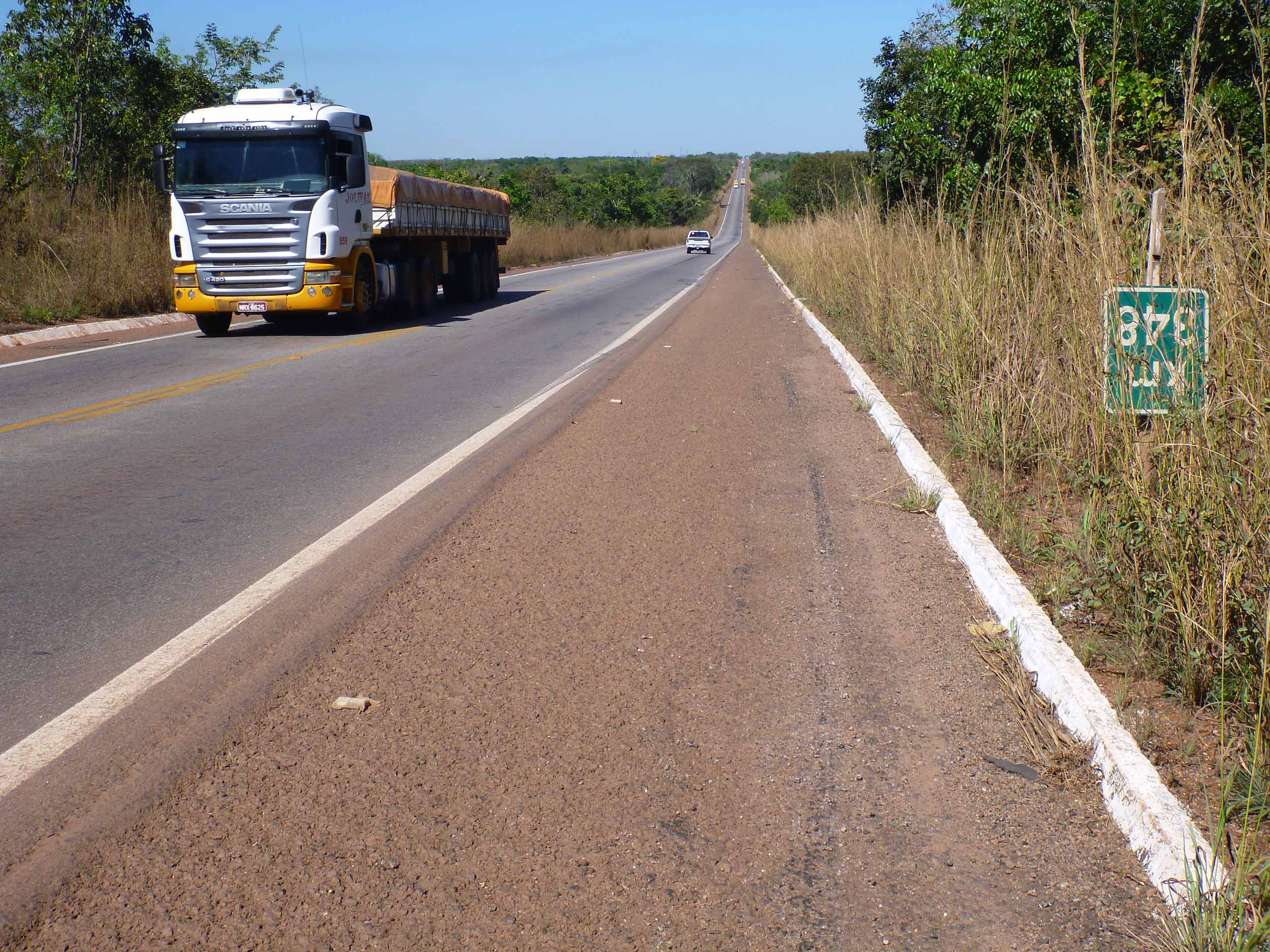
Section de la BR-153 à Fortaleza do Tabocão, Tocantins.
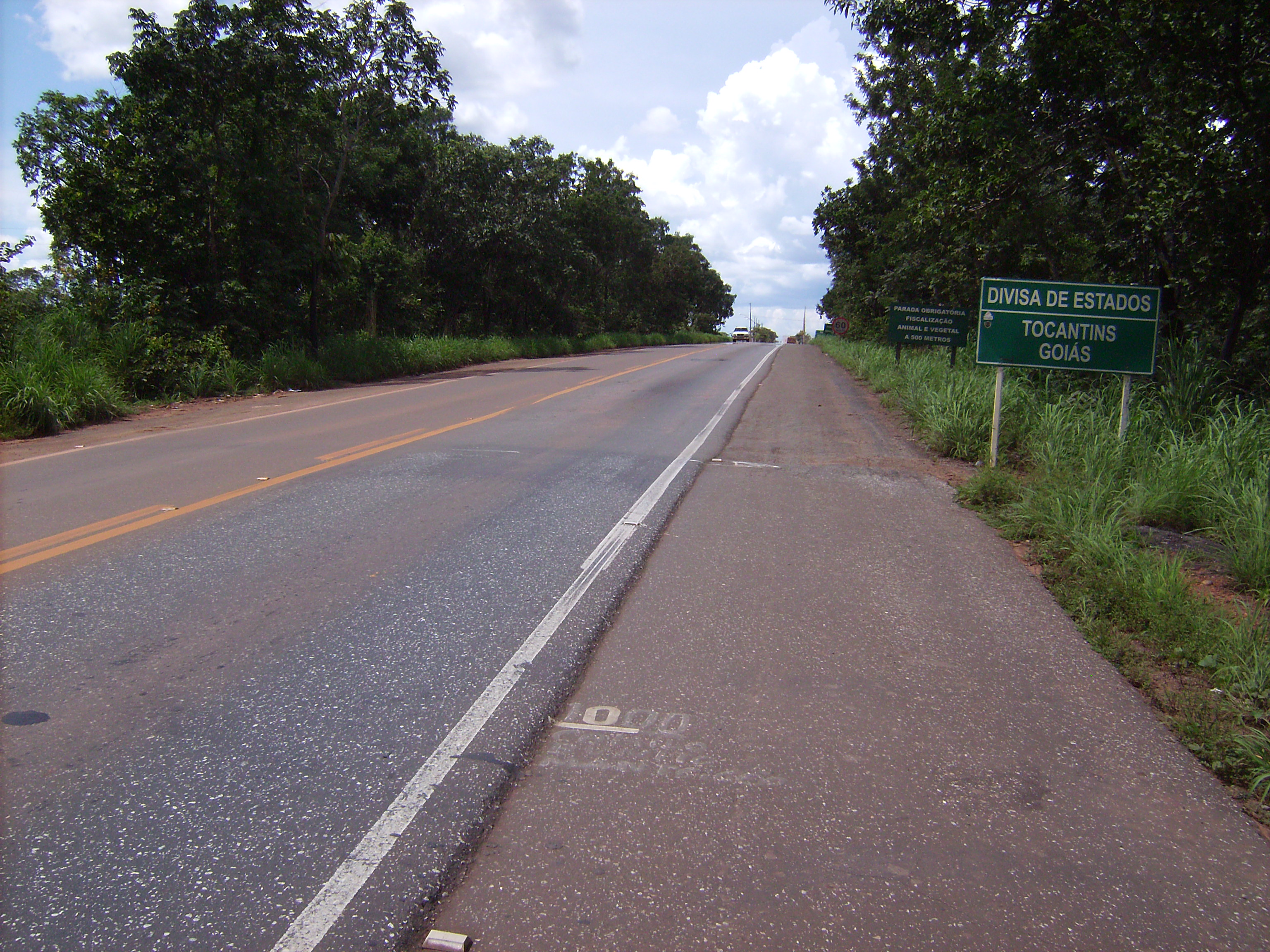
BR-153 à la frontière de l'État Tocantins/Goiás.
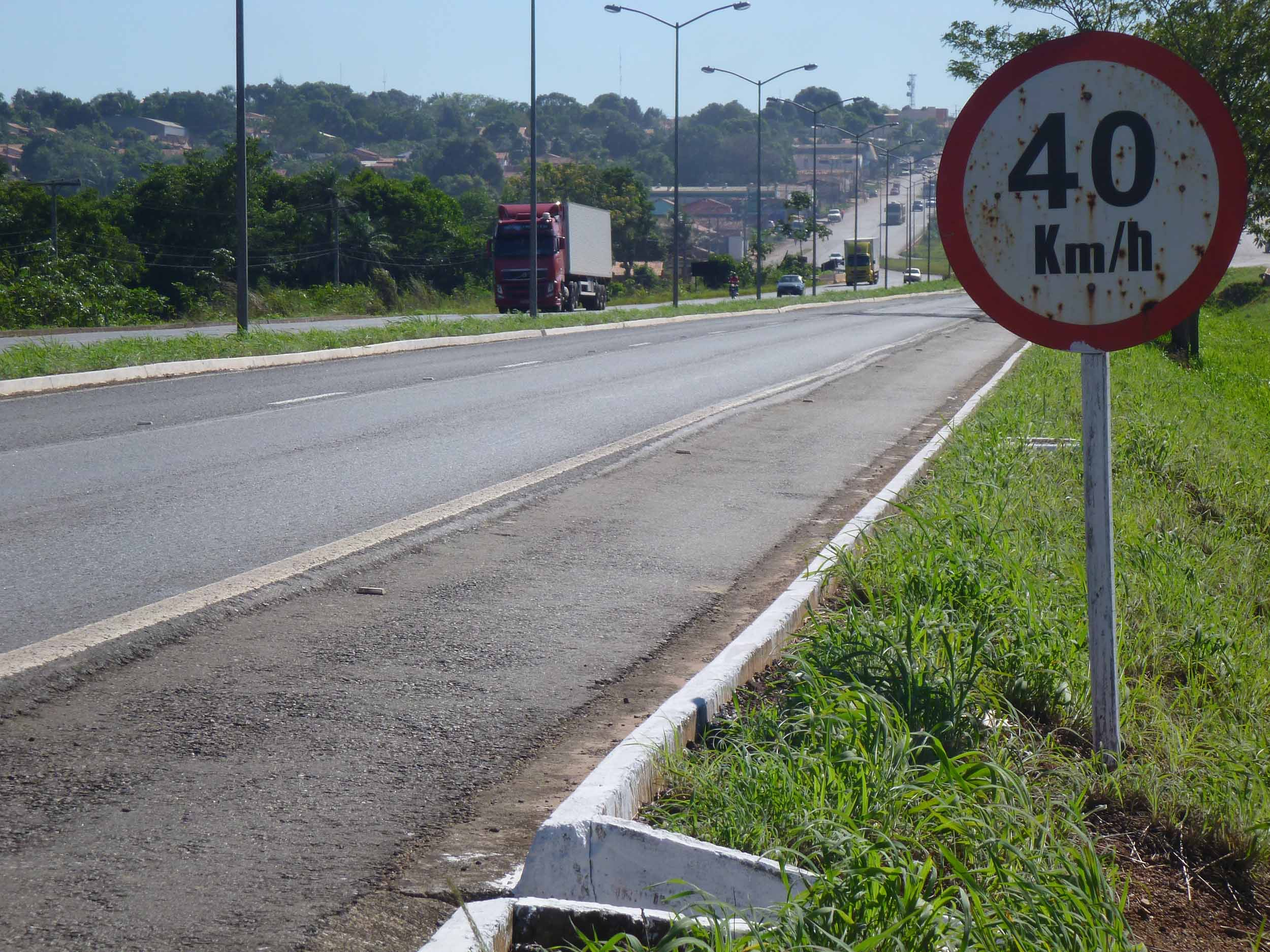
Section urbaine de la BR-153 à Araguaína, Tocantins.
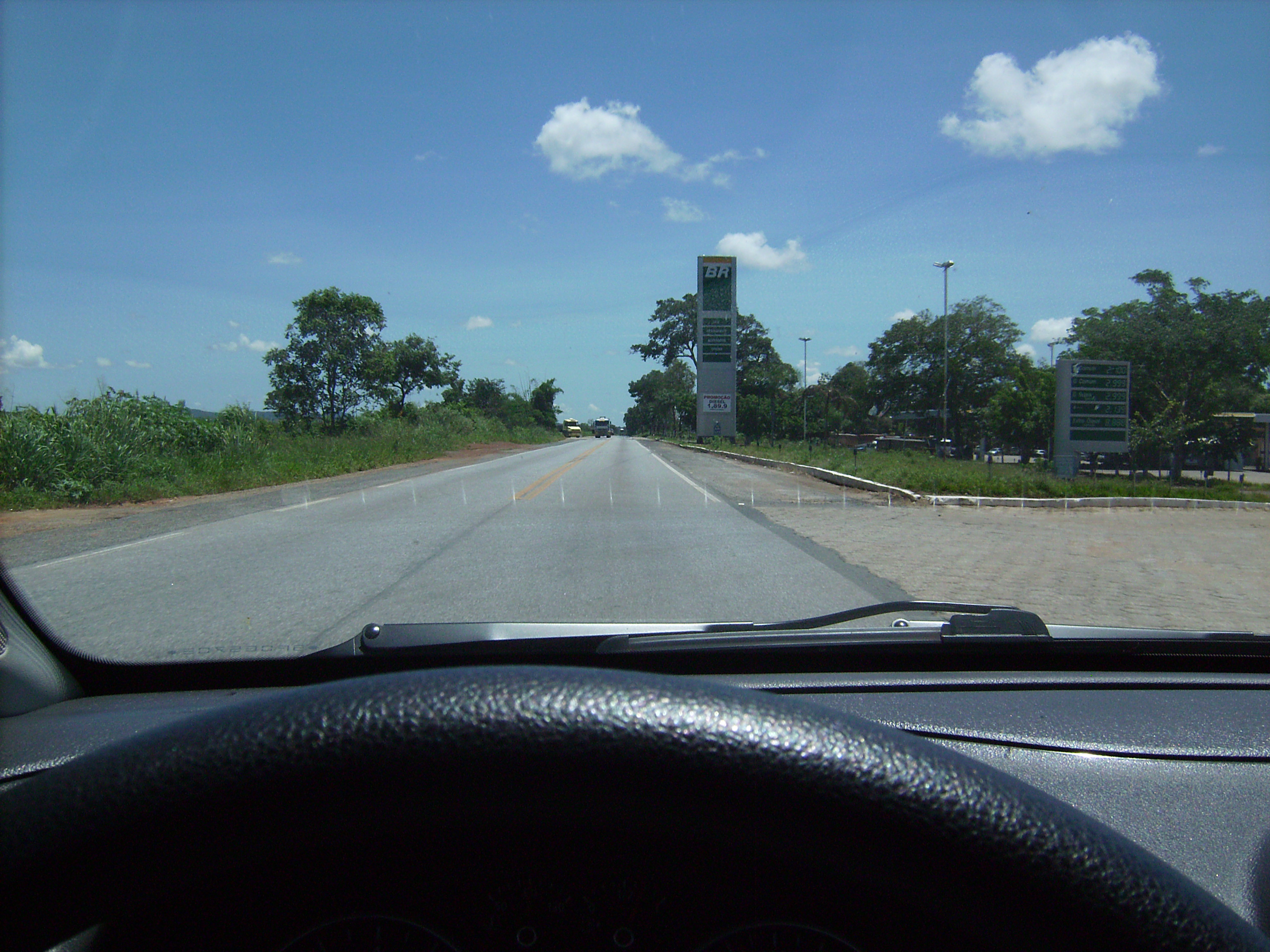
Section de la BR-153 à Campinorte, Goiás.
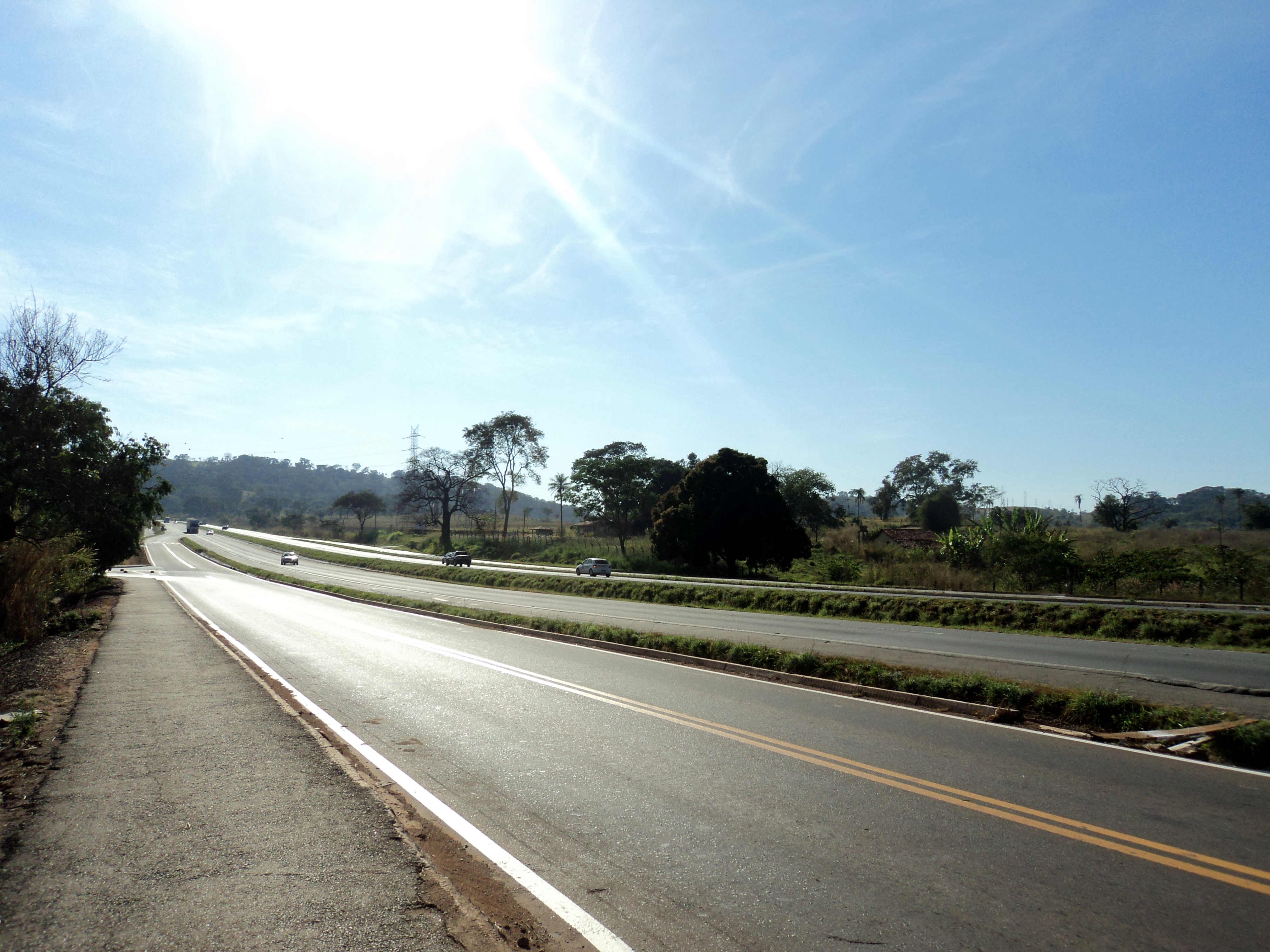
Section concurrente avec BR-060 dans Goiânia.
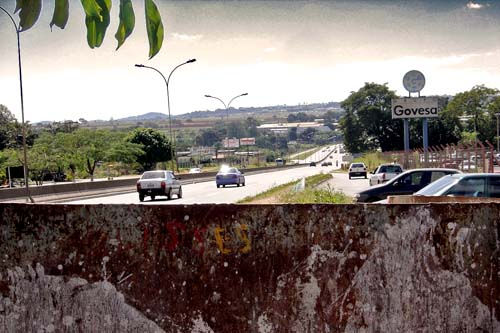
Tronçon urbain de la BR-153 à Goiânia.
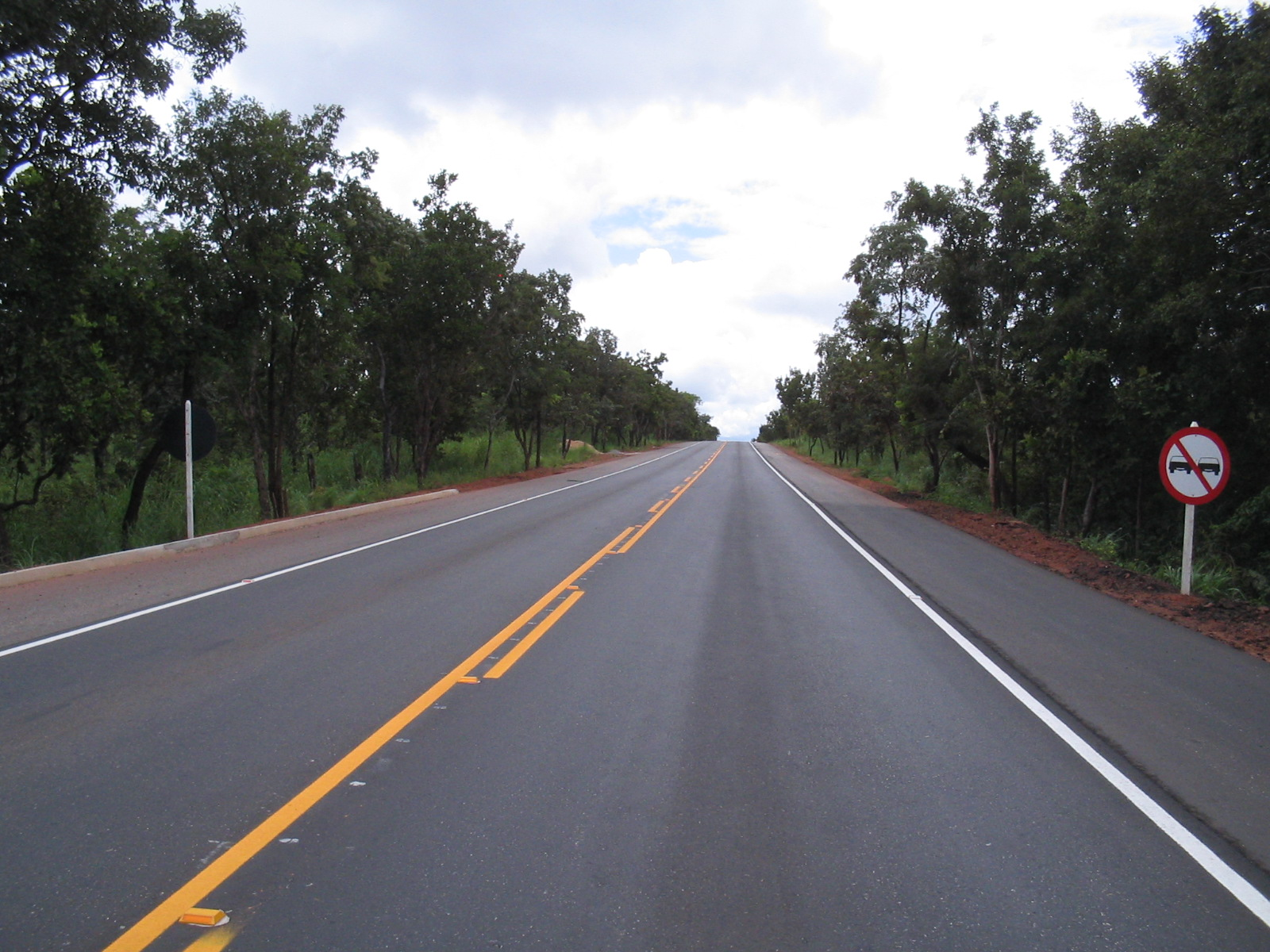
BR-153 dans le Minas Gerais
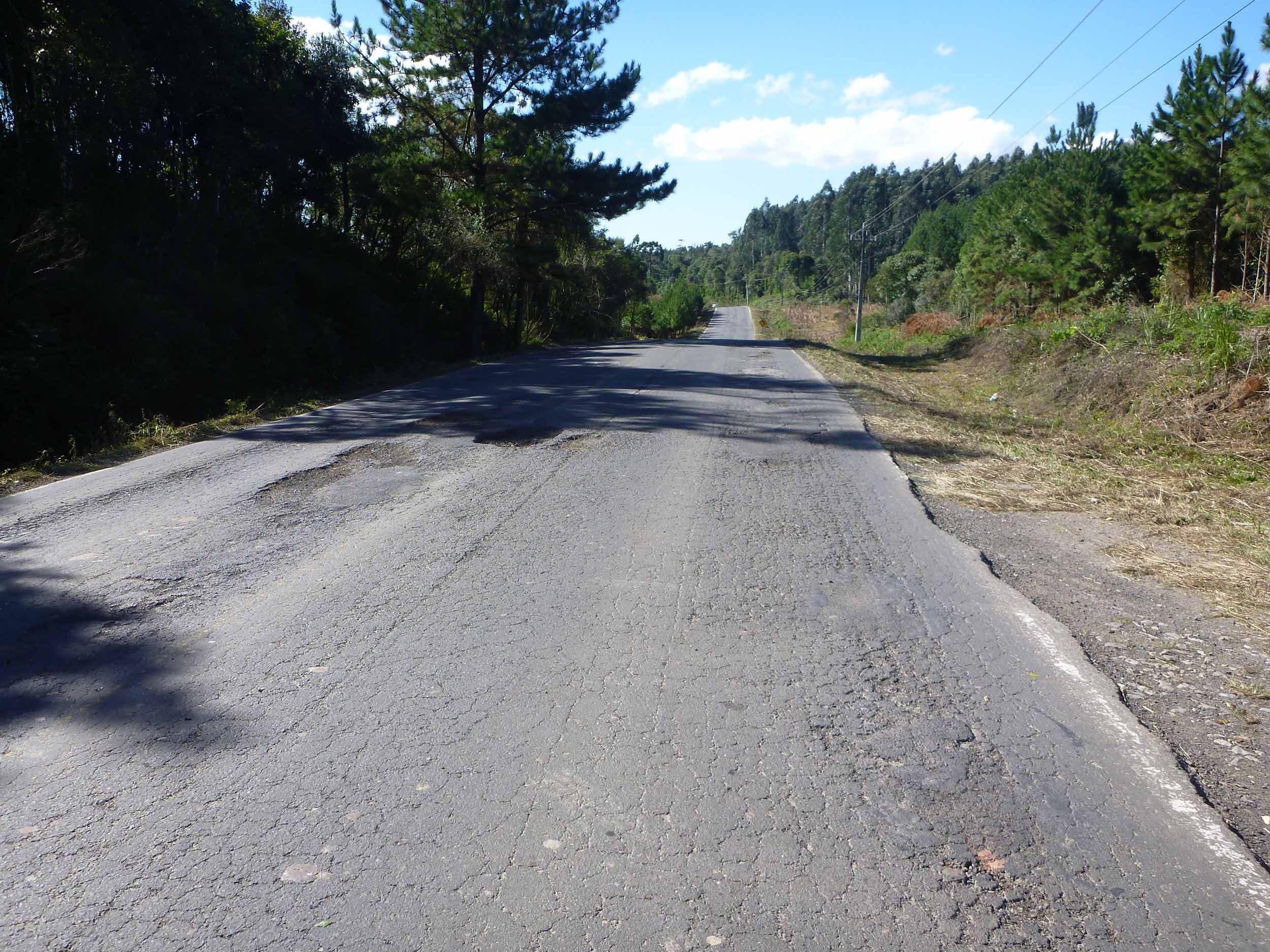
Section précaire de la BR-153 dans la zone rurale de Mallet, Paraná, 2013
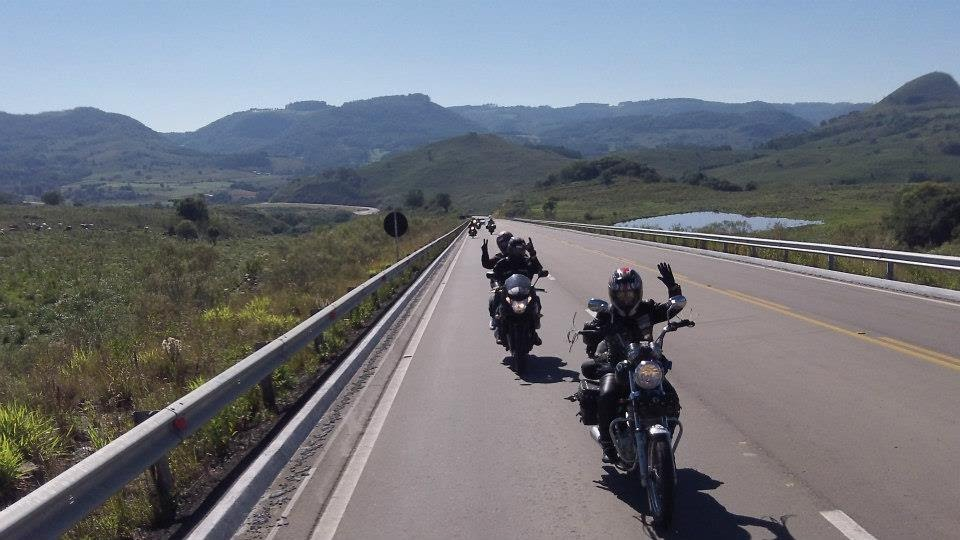
BR-153 à Herveiras, Rio Grande do Sul
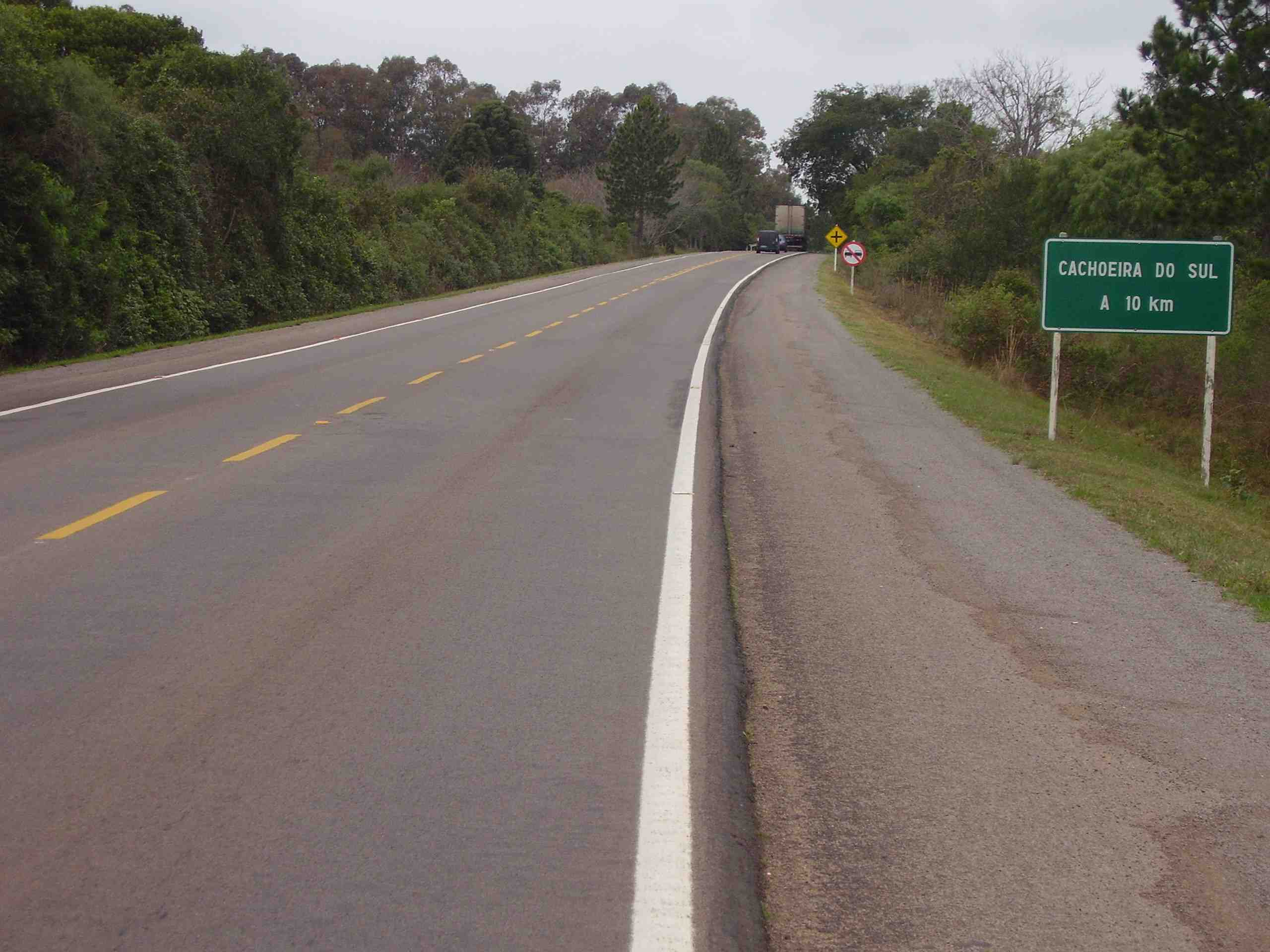
Section de BR-153 dans la zone rurale de Cachoeira do Sul, Rio Grande do Sul.